# Té Darjeeling

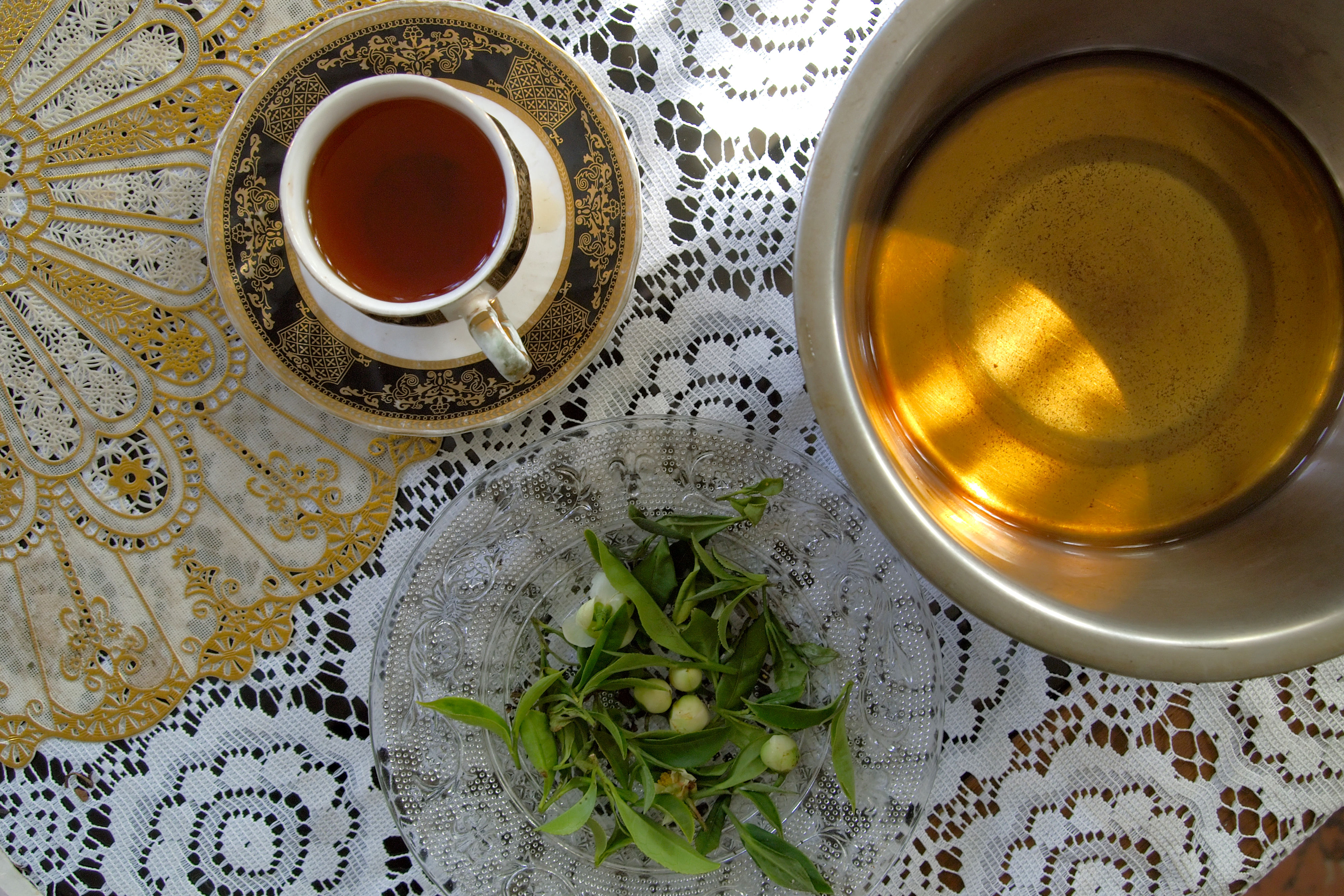
Té Darjeeling, usualmente vendido como té negro.

El té darjeeling es un té de la región de Darjeeling en Bengala Occidental, India. Ha sido tradicionalmente apreciado sobre todos los otros tés negros, especialmente en el Reino Unido y los países que conforman el antiguo Imperio Británico.
Cuando es bien elaborado produce un licor con cuerpo delgado y un color ténue con aroma floral. El sabor también presenta un matiz de características tanino astringentes y un sazón de almizcle al cual los conocedores de té llaman "moscatel". Un dulce sabor refrescante debe sentirse en la boca después de su ingesta.
A diferencia de la mayoría de los tés de la India, Darjeeling normalmente se elabora a partir de la variedad china de hojas pequeñas de Camellia sinensis, C. sinensis sinensis, no la planta Assam de hojas largas (C. sinensis assamica).
Tradicionalmente el té Darjeeling se vende como té negro, pero técnicamente es más similar al oolong.

## Historia
La plantación de té en el distrito Indio de Darjeeling comenzó en 1841 con el Dr. Campbell, un cirujano civil del Servicio Médico de la India. Campbell fue transferido a Darjeeling en 1839 y usó semillas de China para comenzar una plantación de té experimental, una práctica que él y otros continuaron durante los años 1840. El gobierno también estableció viveros de té durante ese periodo. La explotación comercial comenzó en los años 1950.

## Designación

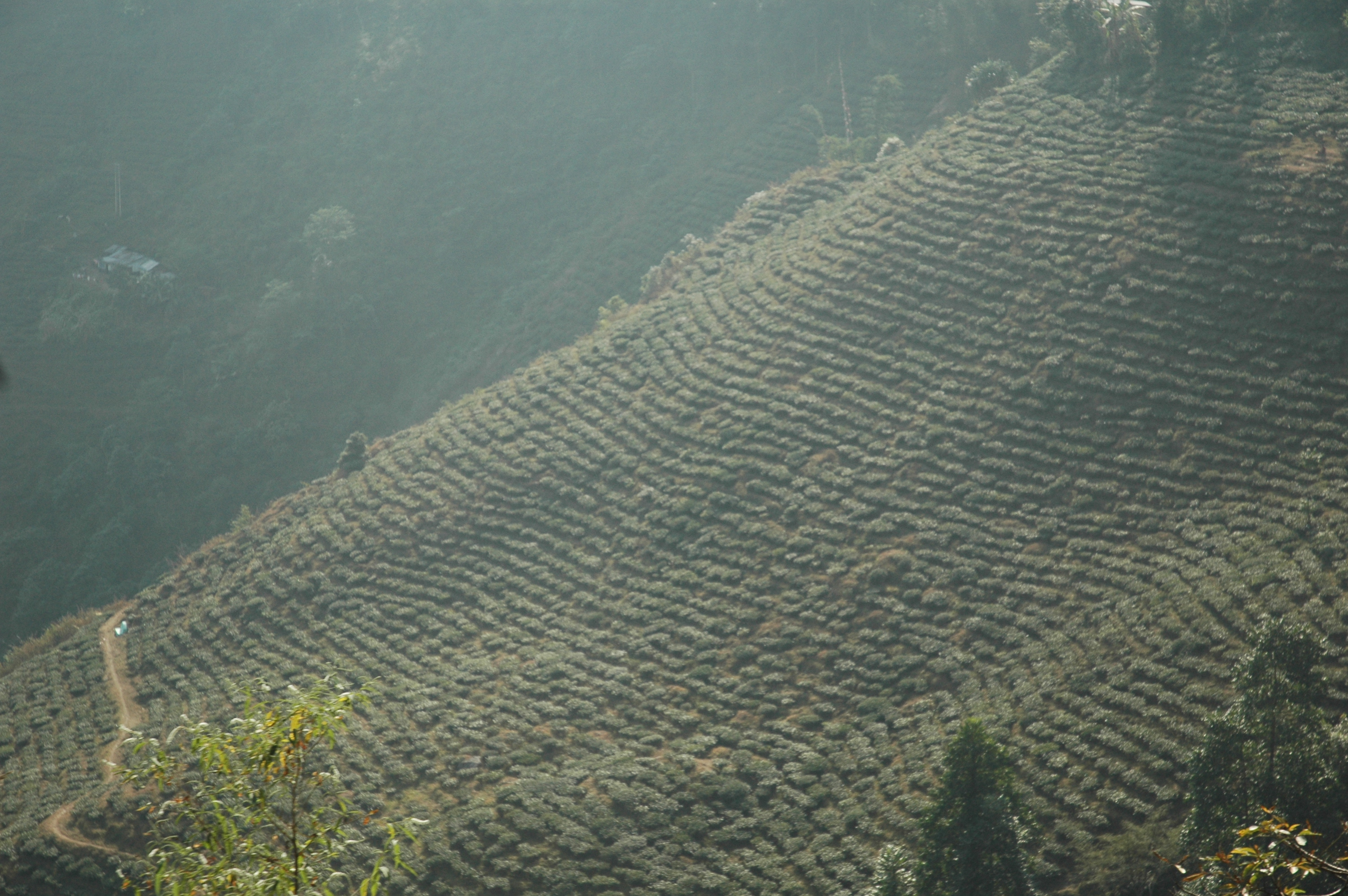
Plantación de té Darjeeling.

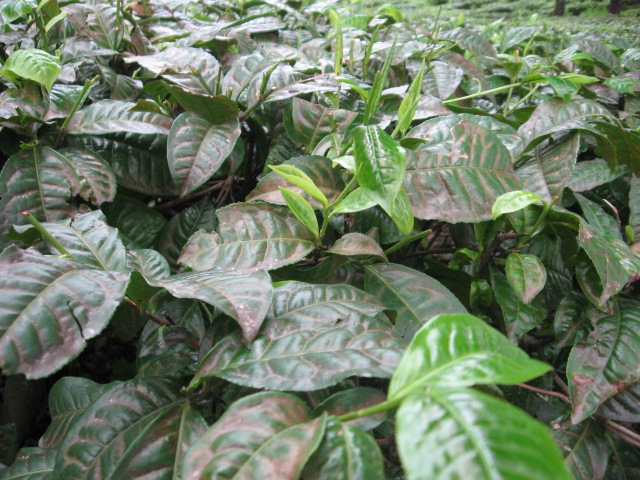
Brotes frescos de la planta de té

De acuerdo con la Junta de Té de la India "Darjeeling Tea" significa: té que ha sido cultivado, desarrollado, producido, manufacturado y procesado en jardines de té de las áreas montañosas de la Sub División de Sadar, sólo áreas montañosas de la Sub División de Kalimpong las cuales comprenden las Plantaciones de Samabeong, Ambiok, Mission Hill y Kumai y la Sub División de Kurseong excluyendo las áreas en la lista de jurisdicción 20, 21, 23, 24, 29, 31 y 33 comprendiendo la Sub División Siliguri de la Plantación de Té de Nueva Chumta, Simulbari y la Plantación de Té de Marionbari de la Estación de Policía de Kurseong en la Sub División de Kureong del Distrito de Darjeeling en la Plantación de Bengala Occidental, India; cultivados en pendientes empinadas a más de 1,220 metros. El té que ha sido procesado y manufacturado en fábricas localizadas en las áreas antes mencionadas, los cuales, cuando son fabricados tienen un aroma distintivo y producido de manera natural y un sabor con un suave licor de té y la hoja de infusión la cual tiene una fragancia distintiva.
La adulteración y falsificación son serios problemas en el intercambio mundial de té; la cantidad de té que es vendido como Darjeeling alrededor del mundo excede cada año las 40,000 toneladas, mientras que la producción anual de Darjeeling se estima en tan sólo 10,000 toneladas, incluyendo la que se usa para consumo local. Para combatir esta situación, la Junta de Té de India administra el logotipo y la marca de certificación de Darjeeling. La protección de esta designación de té es similar en cuanto a alcance a la protección de designación de origen usada por la Unión Europea para muchos quesos europeos.
El té Darjeeling no puede ser manufacturado o desarrollado en ninguna otra parte del mundo, de forma similar a la Champagne en aquella región de Francia.

## Variedades

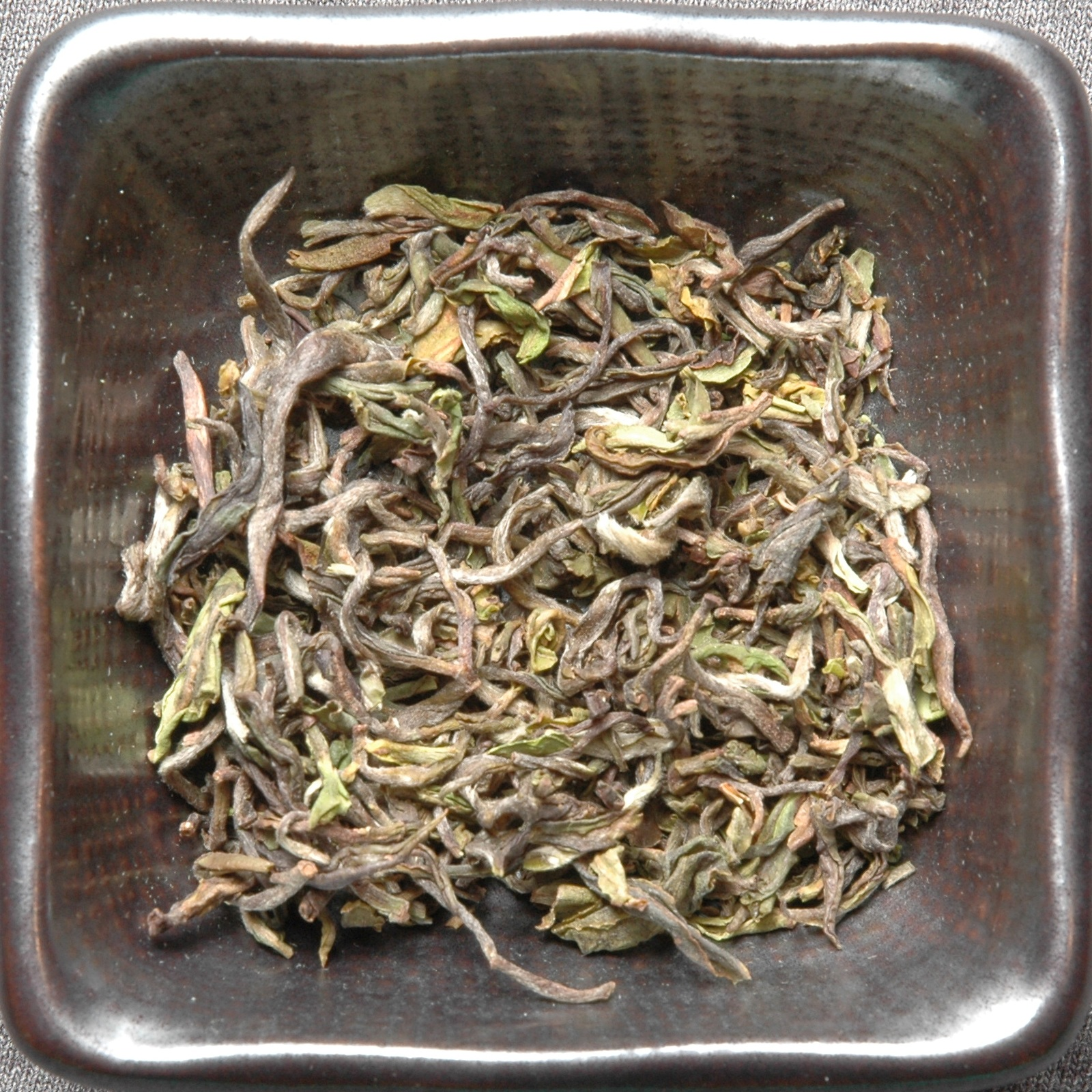
Hebras de té.

Tradicionalmente, los tés de Darjeeling son clasificados como un tipo de té negro. Sin embargo, el estilo moderno de Darjeeling utiliza una dura marchitación (35- 40% del sobrante del peso de la hoja tras marchitarse), lo cual resulta en una oxidación incompleta para muchos de los mejores tés en esta designación, por lo que, técnicamente los convierte en un tipo de té oolong.
Parece que muchos tés Darjeeling también son una mezcla de tés corroídos a niveles de té verde, oolong y negro.
- Primer brote: Es cosechado a mediados de marzo, siguiendo a las lluvias primaverales y tiene un color y un aroma muy luminoso y suave y una astringencia ligera.
- In Between (entre tanto): Se cosecha entre los dos periodos de "brotes"
- Segundo Brote: Se cosecha en junio y produce una taza con cuerpo completo, ámbar y sabor moscatel.
- Té de Monzón o Lluvias es cosechado en el monzón (o en la temporada de lluvias) entre el segundo brote y el otoñal, la marchitación es menor, consecuentemente está más oxidado, y usualmente se vende a precios menores. Es exportado en raras ocasiones y se usa a menudo en el Masala Chai.
- Brote Otoñal: Se cosecha en otoño después de la temporada de lluvias y de alguna forma su sabor es menos delicado y tiene tonos menos picantes, pero tiene un cuerpo más completo y un color más oscuro.

## Plantaciones
Hay varias plantaciones de té (también llamados "jardines de té) en Darjeeling, cada una produce tés con diferente tipo de sabor y aroma. Algunas de las plantaciones populares incluyen Arya, Chamong, Glenburn, Lingia, Castleton, Jungpana, Makaibari, Margaret's Hope y Risheehat.